# Route nationale 833
Die Route nationale 833, kurz N 833 oder RN 833, war von 1933 bis 1973 eine französische Nationalstraße, die in zwei Teilstrecken zwischen Houdan und Bernay verlief. Ihre Gesamtlänge betrug 96 Kilometer.